# Choi Se-Bin
Choi Se-Bin (Suwon, 11 de agosto de 2000) es una deportista coreana que compite en esgrima, especialista en la modalidad de sable.
El equipo nacional de esgrima fue enviado a la Competición Internacional de la Federación Internacional de Esgrima 2023/2024, y en la primera competición de 2024, Choi Se-bin ganó una medalla de bronce en la prueba individual femenina de sable en el Gran Premio de Túnez, su primera medalla individual en una competición internacional.
Participó en la prueba por equipos (medalla de bronce) en los Juegos Asiáticos de Hangzhou el año pasado y disfrutó de la alegría de subir al podio por primera vez en la prueba individual en una competición internacional.
Participó en los Juegos Olímpicos de París 2024, obteniendo una medalla de plata en la prueba por equipos. Choi Se-bin, número 24 del ranking mundial, arrebató a Ha Young, número 13. Y en dos ocasiones, venció a Emura Misaki, número 1 del ranking, en octavos de final. Ganó dos medallas en el Campeonato Mundial de Esgrima, bronce en 2023 y plata en 2025.

## Palmarés internacional
| Juegos Olímpicos   | Juegos Olímpicos | Juegos Olímpicos  | Juegos Olímpicos  |
| Año                | Lugar            | Medalla           | Prueba            |
| ------------------ | ---------------- | ----------------- | ----------------- |
| 2024               | París (Francia)  | Medalla de plata  | Sable por equipos |
| Campeonato Mundial |                  |                   |                   |
| Año                | Lugar            | Medalla           | Prueba            |
| 2023               | Milán (Italia)   | Medalla de bronce | Sable por equipos |
| 2025               | Tiflis (Georgia) | Medalla de plata  | Sable por equipos |